# Bahnhof Darmstadt-Kranichstein

Der Bahnhof Darmstadt-Kranichstein liegt an der Rhein-Main-Bahn und dient als Nahverkehrshalt.

## Geografische Lage
Der Bahnhof liegt in der Gemarkung am östlichen Rand der Stadt Darmstadt und bindet den Stadtteil Kranichstein und das Eisenbahnmuseum Darmstadt-Kranichstein an den öffentlichen Nahverkehr an.

## Geschichte
Ende 1858 wurde der östliche Abschnitt der Rhein-Main-Bahn durch die Hessische Ludwigsbahn-Gesellschaft (HLB) von Darmstadt nach Aschaffenburg fertiggestellt. Der Güterverkehr wurde zum 15. November 1858 aufgenommen, der Personenverkehr folgte am 25. Dezember 1858. Zwischen Darmstadt und Messel gab es bis 1874 keinen weiteren Halt. Der damalige Bahnhof Kranichstein wurde erst 1874 eröffnet und wurde mit zunächst zwei täglichen Personenzughalten pro Richtung am 1. Juni 1874 in Betrieb genommen.
Zum 22. Mai 1937 wurde der Bahnhof von Kranichstein in Darmstadt-Kranichstein umbezeichnet.

## Rangierbahnhof
Der Bau der Verbindung zwischen dem westlichen und dem östlichen Abschnitt der Rhein-Main-Bahn ermöglichte es Zügen, den Darmstädter Ludwigsbahnhof zu umfahren. Das führte zum Bau eines großen Rangierbahnhofs in Kranichstein, um die innerstädtische Anlage in Darmstadt zu entlasten. Dessen Inbetriebnahme erfolgte 1898.
Dem Rangierbahnhof war ein Bahnbetriebswerk mit Wagenunterhaltung angegliedert, das 1960 geschlossen wurde. Aus dessen baulichen Anlagen ging das Eisenbahnmuseum hervor.
Der Rangierbahnhof Darmstadt-Kranichstein war nach den Bahnhöfen Frankfurt (Main) Ost und Mainz-Bischofsheim der wichtigste Rangierbahnhof im Rhein-Main-Gebiet. Die Mittelweserbahn hatte einen Nebenstandort in Kranichstein und fuhr von dort aus Güterzüge zum Aschaffenburger Hafen. 2002 wurde der Rangierbahnhof stillgelegt. Auf einem Teil der Fläche soll künftig eine Abstellanlage für Fernzüge der DB Fernverkehr entstehen, die 2026 in Betrieb gehen soll. Die Planfeststellung wird für Ende 2024 erwartet.
Ein großer Teil des Rangierbahnhofsgeländes samt der erhaltenen Gebäude und des Bahnbetriebswerkes wurden aus geschichtlichen, technischen und städtebaulichen Gründen unter Denkmalschutz gestellt.

## Infrastruktur
Zusammen mit dem Rangierbahnhof wurde 1896 ein zweistöckiges Empfangsgebäude in klassizistischem Stil, aus Buntsandstein errichtet. Es ersetzte ein kleineres Haltestellengebäude. Um 1910 wurde der Mittelteil des Gebäudes um ein weiteres Geschoss aufgestockt. 1979 folgte der Abbruch des Gebäudes und der Ersatz durch zwei Wartehäuschen aus Betonfertigteilen. Anfang 2009 wurden die Bahnsteige durch einen Holzdielenbelag erhöht.
Der Bahnhof verfügte über zwei Bahnsteiggleise, wobei der Zugang zum Gleis nach Darmstadt-Nord (Gleis 2) erst nach Überqueren des Gegengleises Richtung Messel (Gleis 1) möglich war. Seit dem Fahrplanwechsel im Dezember 2020 ist der Bahnsteig 2 nicht mehr in Betrieb. Durch den Einbau von Weichen fahren die Züge in Richtung Darmstadt-Nord nun zum Halten ebenfalls auf Gleis 1. Die zwei folgenden Gleise werden nur für die Passage des Güterverkehrs genutzt.
Die dahinterliegenden (nördlich Richtung Eisenbahnmuseum liegenden) Gleise gehören zum ehemaligen Rangierbahnhof. Zeitgleich ging das Drucktastenstellwerk Kf aus dem Jahr 1960 außer Betrieb und wurde durch ein Elektronisches Stellwerk ersetzt, das vom Bahnhof Dieburg ferngesteuert wird.
Eine geplante Abstellanlage von DB Fernverkehr soll sieben je 400 m lange Gleise erhalten. Vier davon dienen der Innenreinigung der Züge und für kleinere Reparaturen. Weiter soll eine Außenreinigungsanlage und ein Gebäude für die Sozialräume der Mitarbeiter entstehen.

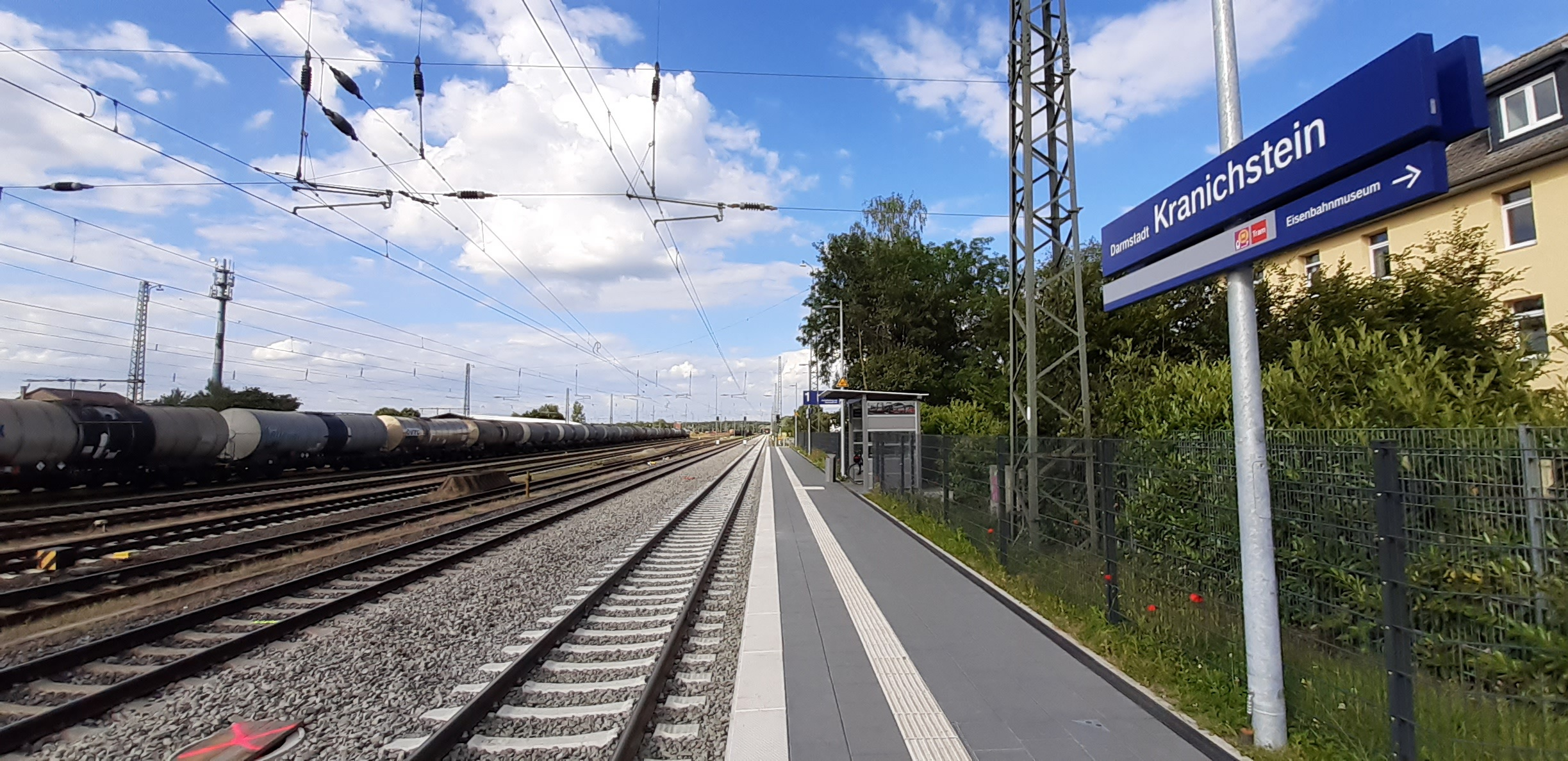
Der bis 2024 neu ausgebaute Bahnsteig 1 mit einem der zwei neuen Wartehäuschen (Juni 2024)
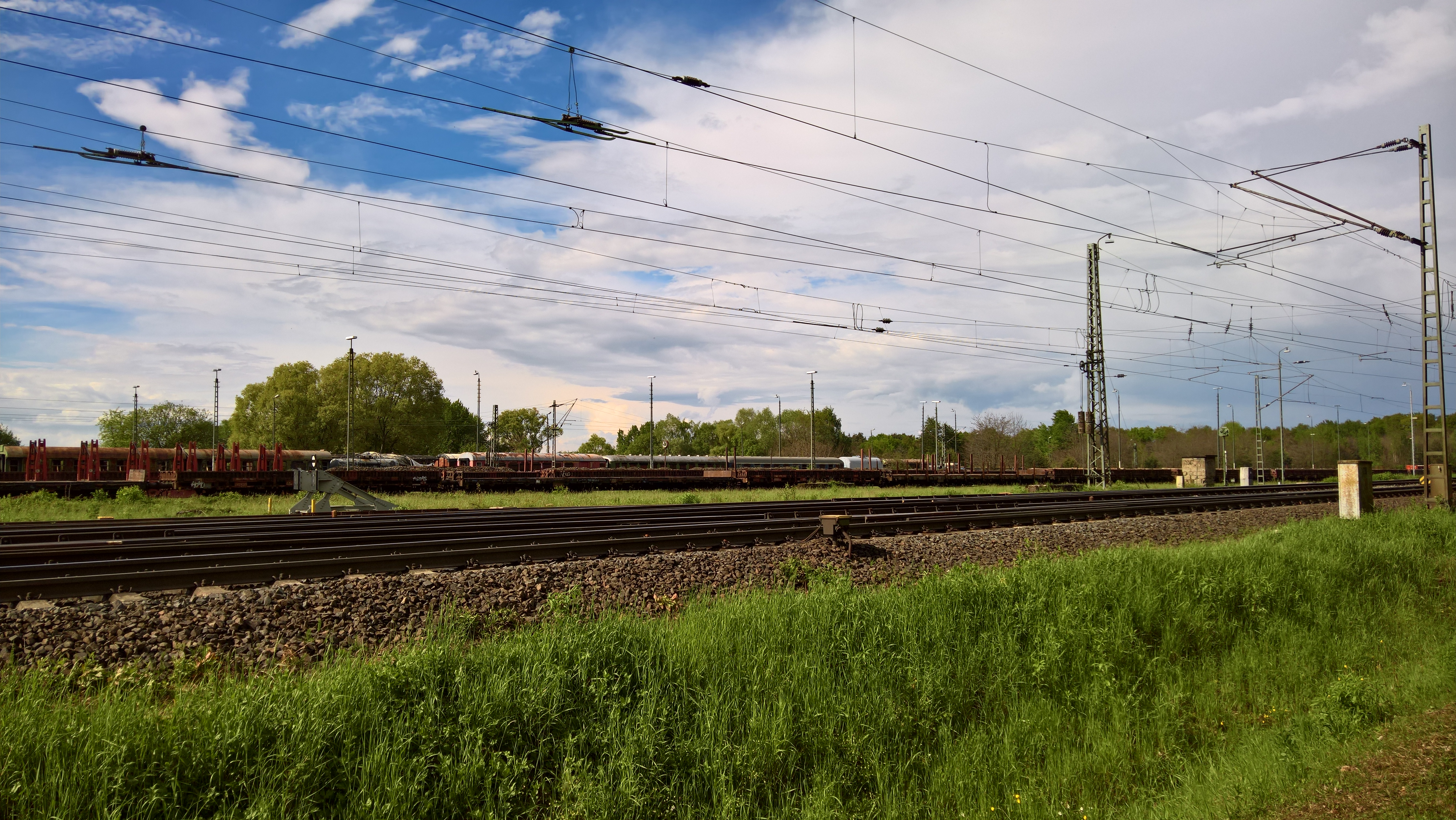
Güterzüge im ehemaligen Rangierbahnhof, der hier das Naturdenkmal Wasserfläche mit Gehölz und Schilf bei Darmstadt-Arheilgen teilt.

## Bedienung

### Eisenbahn
| Linie | Verlauf | Takt                                       |
| ----- | --- | ------------------------------------------ |
| RB 75 | Rhein-Main-Bahn: Wiesbaden Hbf – Mainz Hbf – Mainz Römisches Theater – (Mainz-Gustavsburg –) (stündlich) Mainz-Bischofsheim – Nauheim (b Groß Gerau) – Groß Gerau – Klein-Gerau – Weiterstadt – Darmstadt Hbf – Darmstadt Nord – Darmstadt-Kranichstein – Messel – Dieburg – Altheim (Hess) – Hergershausen – Babenhausen (Hess) – Stockstadt (Main) – Mainaschaff – Aschaffenburg Hbf Stand: Fahrplanwechsel Dezember 2021 | 25/35 min (wochentags) 60 min (Wochenende) |

### Straßenbahn
Die Endhaltestelle der Straßenbahn Darmstadt für ihre Linien 4 und 5 ist etwa 200 Meter vom Bahnhof entfernt. Der Bahnhof Darmstadt-Kranichstein gehört zum Tarifsystem des Rhein-Main-Verkehrsverbundes (RMV):
- Linie 4: Kranichstein Bahnhof – Luisenplatz – Griesheim Platz Bar-Le-Duc
- Linie 5: Kranichstein Bahnhof – Luisenplatz – Darmstadt Böllenfalltor